# حصان القفز (جمباز)

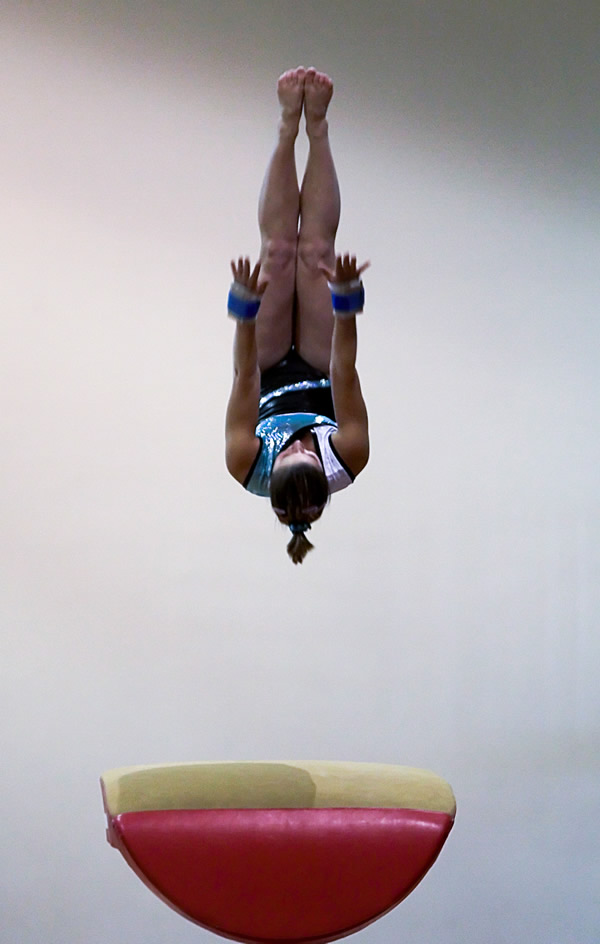
صورة للاعبة جمباز تقفز من فوق المنصة مع أداء حركة التفاف رأسي أمامي

حصان الوثب أو القفز أو المنصة من الأجهزة الأساسية في رياضة الجمباز لكلا من الذكور والإناث، ويطلق عليه أيضا اسم «حصان القفز» لشبه جسم المنصة وحجمها بهيئة الحصان.
ويتكون الجهاز من ثلاثة أجزاء هي مجال الركض ومحدد بمسافة 25 م حسب القانون الدولي للجمباز ولوحة القفاز التي طولها 120 سم وعرضها 60 سم وارتفاعها 20 سم ومنصة القفز التي طولها 120 سم وعرضها 95 سم وارتفاعها 135 سم ويجب أن يؤدي اللاعب قفزة واحدة في البطولات كافة عدا بطولة نهائي الأجهزة حيث يجب أن يعرض قفزتين من مجموعتين مختلفتين من المجاميع الحركية لمنصة القفز. وعلى اللاعب أن يبدأ كل قفزة من الوقوف الثابت وبرجلين مضمومتين ومواجه لمنصة القفز.
أنظر المقال الأصلي: جمباز فني